# Họ Dương nhị tiên
Họ Dương nhị tiên (danh pháp khoa học: Gunneraceae) là một họ thực vật hạt kín. Họ này được nhiều nhà phân loại học công nhận.

## Đặc điểm
Họ này chứa các loài cây thân thảo sống lâu năm (hiếm khi một năm), có thân rễ hay thân bò lan và có nơ lá sát gốc. Ưa ẩm vừa phải hay ưa điều kiện đầm lầy. Họ Gunneraceae đôi khi là các cây thân thảo to lớn có thể nhận ra nhờ các lá có kích thước từ trung bình tới rất lớn, giống như lá đại hoàng (Rheum rhabarbarum), mọc vòng của chúng với phiến lá có khía, gân lá lông chim rất dễ thấy ở mặt dưới, các "lá vẩy" của chúng thường khá giống lá kèm, và cụm hoa khá lớn, phân nhánh, chứa nhiều hoa nhỏ khó thấy. Hoa đơn tính cùng gốc, khác gốc hay đa tạp-đơn tính cùng gốc. Bầu nhụy hạ và thuộc dạng hai lá noãn. Quả hạch hay quả kiên, không nứt khi chín. Hạt nhiều nội nhũ chứa dầu.

## Phân bố
Họ này phân bố vòng quanh miền nam Thái Bình Dương, châu Phi và Madagascar.

## Phân loại
Hệ thống APG III năm 2009 cũng công nhận họ này và đặt nó trong bộ Gunnerales của nhánh core eudicots. Họ này chỉ bao gồm 1 chi có danh pháp Gunnera với khoảng 40-50 loài. Điều này là khác với hệ thống APG II năm 2003, trong đó người ta còn gộp cả chi Myrothamnus, mặc dù cho phép chi này tách riêng ra để tạo thành họ Myrothamnaceae (tùy chọn). Như thế định nghĩa của hệ thống APG III là gần giống như của hệ thống APG năm 1998, nhưng trong phiên bản năm 1998 thì người ta không đặt hai họ này trong bộ nào.

## Hình ảnh

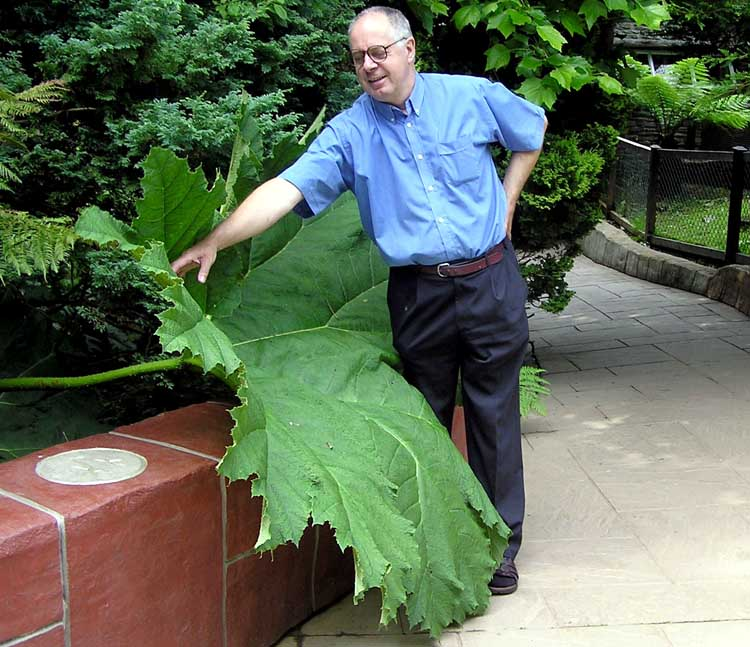
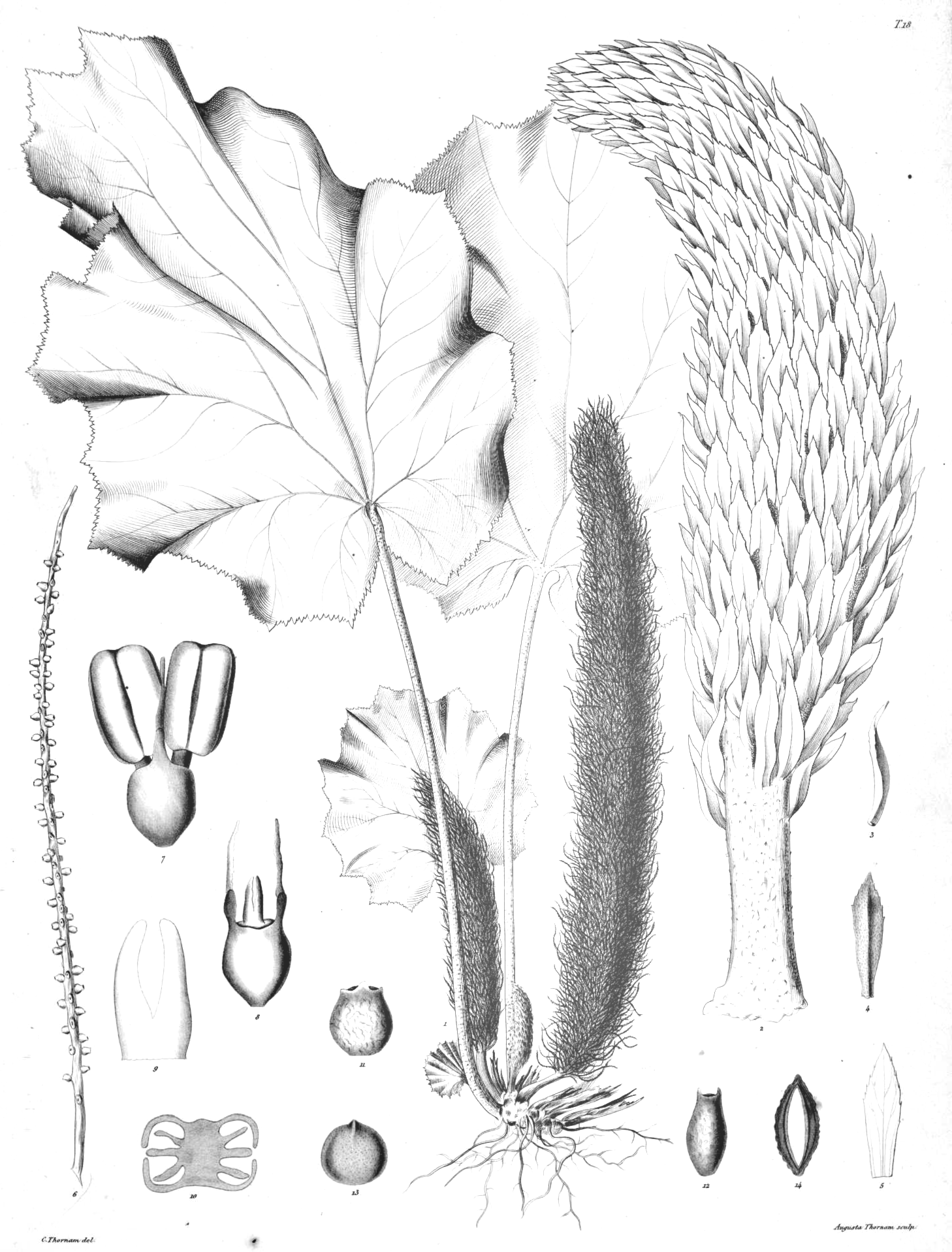
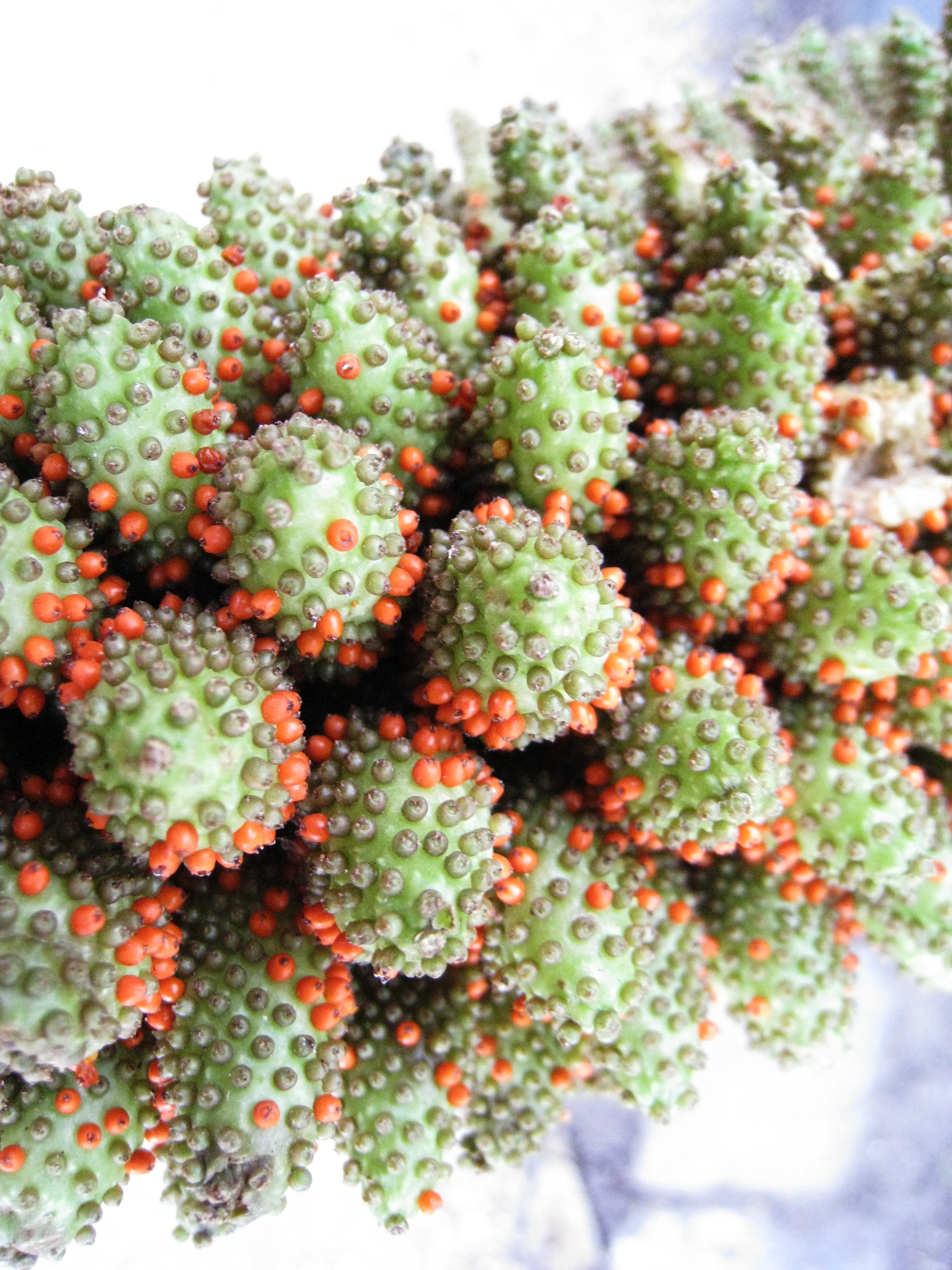
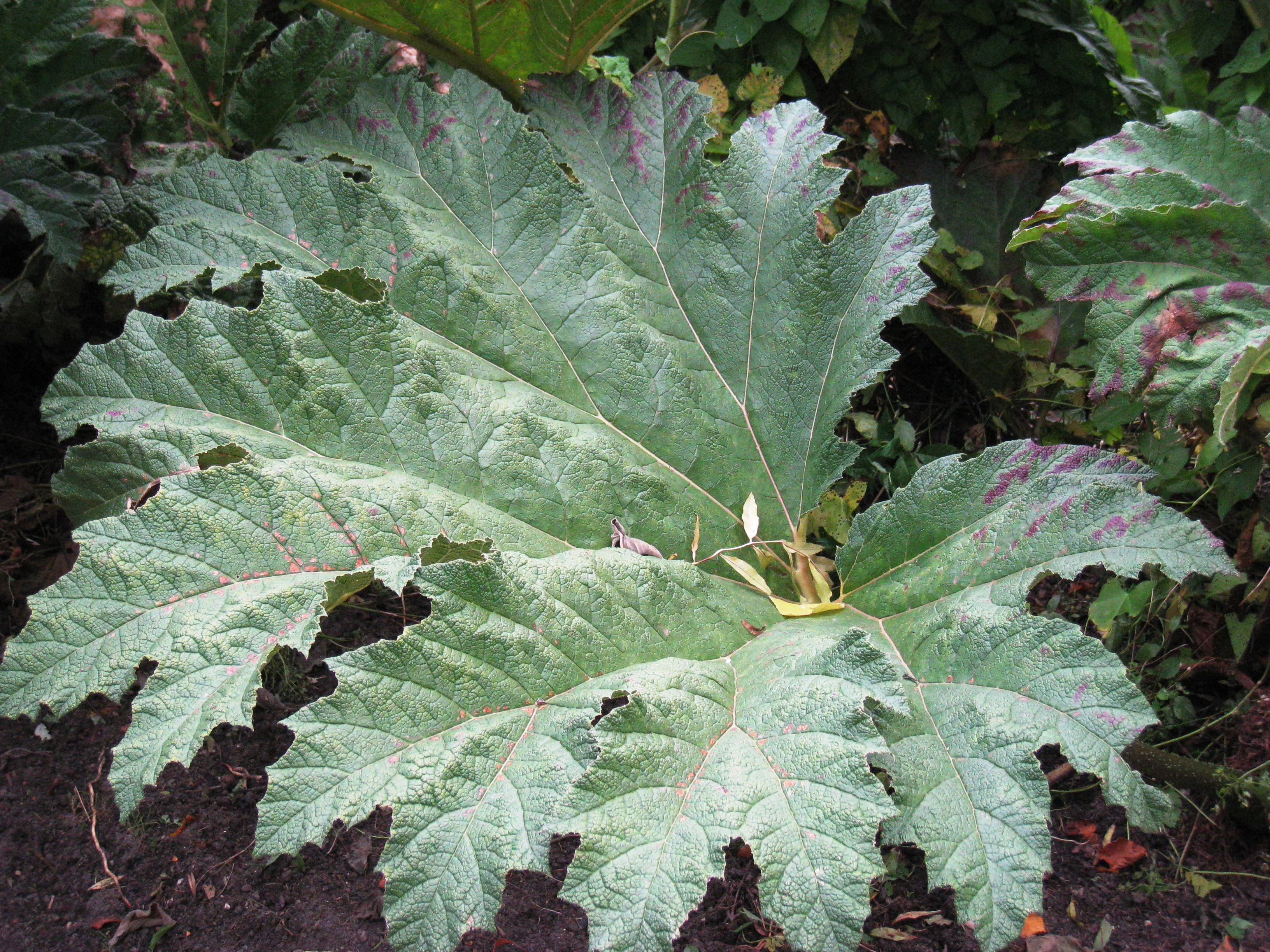